# Wonderland (álbum de McFly)
Wonderland é o segundo álbum de estúdio da banda britânica McFly. Foi lançado em 29 de Agosto de 2005, pouco mais de um ano depois do primeiro álbum da banda, Room on the 3rd Floor. Foi certificado Platina no Reino Unido, o que representa vendas acima de 300.000 cópias, e alcançou o topo do UK Singles Chart.
Desse álbum foram lançados quarto singles: o primeiro foi o duplo a-side "All About You/You've Got a Friend", que chegou ao topo nas paradas musicais do Reino Unidos e da Irlanda. O segundo, "I'll Be OK", também chegou a #1 no Reino Unido. Os dois últimos, "I Wanna Hold You" e "Ultraviolet/The Ballad of Paul K" foram #3 e #9 no país, respectivamente.

## Faixas
1. "I'll Be OK" (Tom Fletcher, Danny Jones, Dougie Poynter) – 3:24
2. "I've Got You" (Tom Fletcher, Danny Jones, Graham Gouldman) – 3:18
3. "Ultraviolet"  (Tom Fletcher, Danny Jones) – 3:56
4. "Ballad of Paul K (Tom Fletcher, Danny Jones, Dougie Poynter) – 3:17
5. "I Wanna Hold You" (Tom Fletcher, Danny Jones, Dougie Poynter) – 2:59
6. "Too Close for Comfort" (Tom Fletcher, Danny Jones, Dougie Poynter) – 4:37
7. "All About You" - (Tom Fletcher) – 3:06
8. "She Falls Asleep" [Part 1]  (Tom Fletcher) - 1:43
9. "She Falls Asleep" [Part 2]  (Tom Fletcher, Harry Judd, Dougie Poynter) – 4:11
10. "Don't Know Why"  (Danny Jones, Vicky Jones) – 4:20
11. "Nothing"  (Tom Fletcher, Danny Jones, Dougie Poynter) – 3:50
12. "Memory Lane"  (Tom Fletcher, James Bourne) – 4:40

## Performance
| Chart (2006)                          | Melhor posição | Certificação |
| ------------------------------------- | -------------- | ------------ |
| UK Albums Chart                       | 1              | Platina      |
| Irish Albums Chart                    | 11             |              |
| EUA Billboard European Top 100 Albums | 9              |              |
| Top 40 Álbuns Mundial                 | 32             |              |